# بيرنارد دونوفان
بيرنارد دونوفان (بالإنجليزية: Bernard Donovan)‏ (مواليد 12 يوليو 1995) هو لاعب كرة قدم زيمبابوي محترف، يلعب مع نادي هاو ماين كحارس مرمى.

## مسيرته
لعب بيرنارد لناديي موتور أكشن وهاو ماين.
دوليًا، لعب أول مباراة دولية له يوم 30 سبتمبر 2014 أمام بوتسوانا، وكان ضمن قائمة منتخب بلاده المشاركة في كأس الأمم الأفريقية لكرة القدم 2017.

## روابط خارجية
- بيرنارد دونوفان على موقع ناشيونال فوتبول تيمز (الإنجليزية)